# Mairie de Clichy
Mairie de Clichy – stacja linii nr 13 metra  w Paryżu. Stacja znajduje się w gminie Clichy. Została otwarta 3 maja 1980 roku.